# Splayd

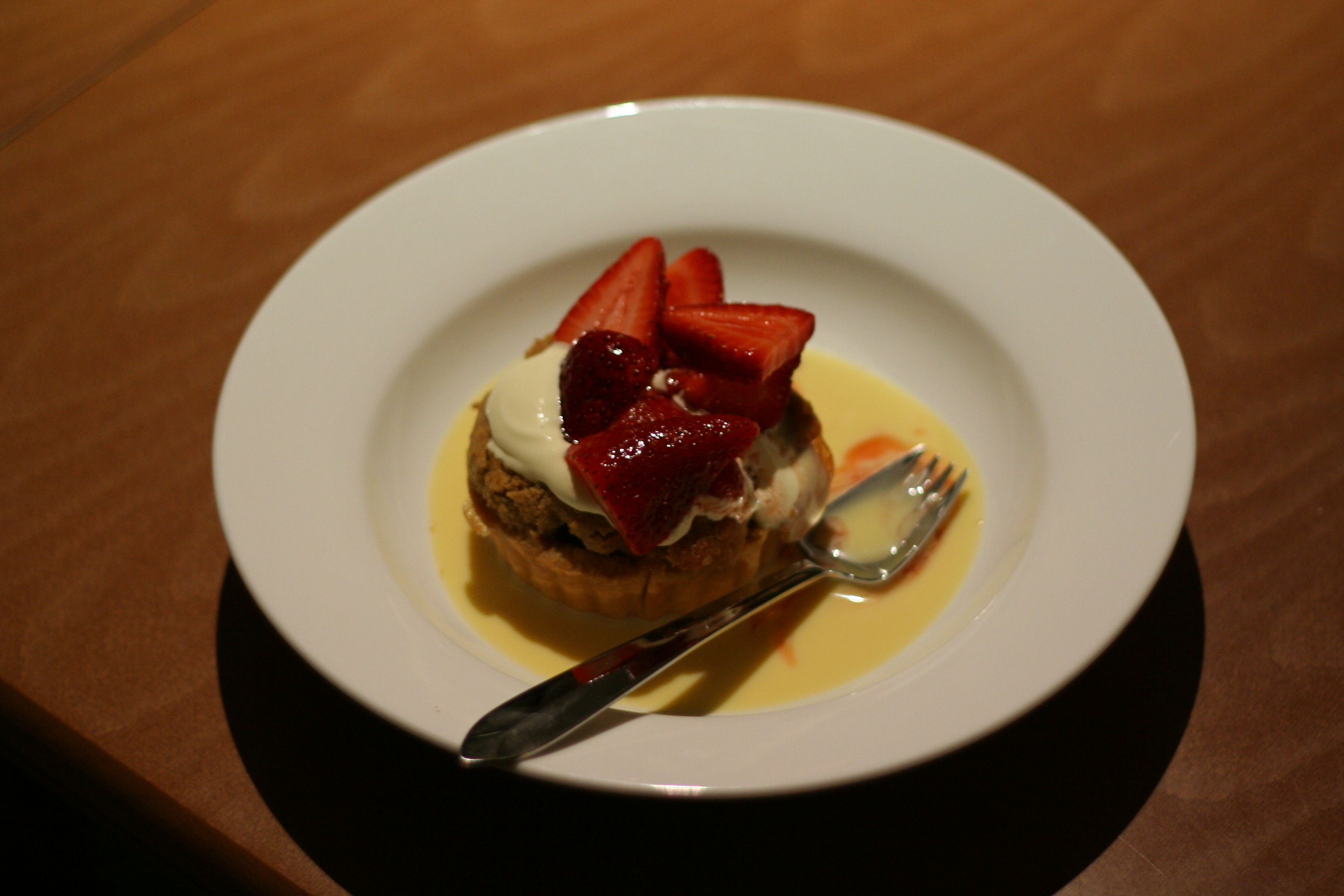
En splayd på en tallrik.

Splayd är det engelska ordet för ett köksredskap som har den kombinerade funktionen hos en kniv, en gaffel och en sked. Det skapades av William McArthur på 1940-talet i Sydney, Australien.
Förutom sin skedform och fyra gaffelspetsar, har splayden dessutom två hårda platta kanter på varje sida, som fungerar som knivar.
Splayd kan verka som ett ovanligt stavat teleskopord av de engelska orden "spoon" (sked) och "blade" ((kniv-)blad), men enligt Splayds hemsida kommer ordet ifrån det engelska verbet "splay", som kan översättas som "sära", "sprida ut".